# نیل کای یرنه
نیل کای یرنه (دانمارکی: Niels Kaj Jerne؛ ۲۳ دسامبر ۱۹۱۱ – ۷ اکتبر ۱۹۹۴) یک دانشمند در زمینه ایمنی‌شناسی اهل دانمارک بود.
وی در سال ۱۹۴۸ میلادی به همراه ژرژ جی. اف. کوهلر و سزار میلستین برندهٔ جایزه نوبل فیزیولوژی و پزشکی پذیرفته شد.
همچنین دکترای افتخاری از این مراکز دانشگاهی به وی اهداء شد:
- دانشگاه شیکاگو (۱۹۷۲)
- دانشگاه کلمبیا (۱۹۷۸)
- دانشگاه کپنهاگ (۱۹۷۹)
- دانشگاه بازل (۱۹۸۱)

یرنه به عضویت فرهنگستان هنر و علوم آمریکا (۱۹۶۷)، آکادمی ملی علوم (۱۹۷۵) و فرهنگستان علوم فرانسه (۱۹۸۱) درآمد.